# Yunohamella subadulta
Yunohamella subadulta là một loài nhện trong họ Theridiidae.
Loài này thuộc chi Yunohamella. Yunohamella subadulta được Friedrich Wilhelm Bösenberg & Embrik Strand miêu tả năm 1906.